# Гай Марий Викторин
Гай Ма́рий Виктори́н (лат. Gaius Marius Victorinus), или Ма́рий Виктори́н, или Виктори́н Афр  (лат. Victorinus Afer — Викторин Африканский) (между 281 и 291 гг. — после 363 г.) — римский грамматик, оратор, философ-неоплатоник.

## Биография
Родился в Африке, где получил образование со специализацией в области риторики. Около 340 г. переехал из Африки в Рим (в связи с чем там получил прозвище «Африканский»), скорее всего, с целью преподавания ораторского искусства. Его карьера была успешной, и со временем он получил должность нижнего ранга в сенате. Расцвет его карьеры пришелся на время правления Констанция II. По-видимому, тогда же он был удостоен почетной статуи на Форуме Траяна в 354 году.
Обращение Викторина от платонизма к христианству (крестился в 355 г.) произвело глубокое впечатление на Аврелия Августина, как видно из Книги 8 его Исповеди . Его обращение имело большое историческое значение и стало предвестником отказа все большего числа интеллектуалов от язычества. Как показали последующие события, связанные с возрождением язычества, инициированным последним языческим императором, Флавием Клавдием Юлианом, обращение Викторина в христианство было несомненно искренним, хотя некоторые ученые (Эрнст Бэнц, а вслед за ним и другие) считали его чисто рационалистическим.
Воспитанный в христианской вере, Юлиан (прозванный христианами Отступником) позднее стал исповедовать язычество и предпринял попытку вернуть ему главенствующий статус в государстве. Желая искоренить школы христианских учителей, в июне 362 года император издал указ, в соответствии с которым все государственно аккредитованные профессора должны быть утверждены муниципальным советом. В сопровождающем пояснении императора было высказано неодобрение в адрес христиан, читающих лекции о поэмах Гомера и Вергилия, в то время как их религия требует искоренения религии Гомера и Вергилия. Викторин отказался от своей официальной должности «ритора города Рима», профессора риторики, но не оратора. Полный энергии пожилой профессор продолжил писать научные труды о Троице, чтобы отстоять правильность положения Никейского Символа Веры, согласно которому Бог Сын «единосущный (др.-греч. ὁμοούσιος, лат. consubstantialis) Отцу». Завершив серию работ (начатую предположительно в конце 357 года), он взялся за написание первых комментариев на латинском языке к Посланиям Павла. Хотя есть упоминания о том, что он также написал комментарии и к Посланию к римлянам и Посланиям к коринфянам, однако до нас дошли только работы (с некоторыми лакунами) о Посланиях к галатам, ефесянам и филиппийцам (комментарии к первым 16 строфам последнего утеряны).

## Труды
Большинство сочинений Викторина дохристианского периода творчества не сохранилось. С точки зрения истории философии самыми важными из этих его трудов можно считать переводы философов-платоников (по крайней мере, Плотина и Порфирия) и Аристотеля (перевёл и откомментировал его «Категории» и «Об истолковании»), которые утеряны. Викторин также комментировал риторические труды Цицерона — «Топику» (этот комментарий утерян) и «О нахождении риторики» («De inventione rhetorica»; титул комментария Викторина — «Explanationes in Ciceronis rhetoricam»). Последний сохранился, однако, весьма расплывчат и сам нуждается в комментарии.
Переводы и толкования Мария Викторина оказали большое влияние на Августина и направили его на путь синтеза христианства и неоплатонизма. Боэций остро критикует Викторина, толкования которого, по его мнению, «совершенно лишены смысла» (maxime ratione caret), многословны, демонстрируют непонимание аристотелевской логики. При всём этом влияние Викторина на Боэция (в его комментариях ровно тех же античных трудов, которые ранее комментировал Викторин) ныне считается несомненным. Комментарии Викторина по риторике и диалектике (логике) высоко ценил Кассиодор, рекомендуя их наряду с аналогичными трудами Боэция.
Викторин написал краткий трактат De definitionibus (Об определениях), в котором обсуждает различные типы определений, используемые ораторами и философами, и рекомендует «материальные определения», предпочитаемые последними.
Написанное Викторином руководство по грамматике (под условным названием «Ars grammatica») не дошло до наших дней целиком. Сохранившееся его начало указывает на тонкого фонетиста. Около 400 г. к началу грамматики Викторина был добавлен четырёхтомный учебник стихотворной метрики Элия Феста Афтония. Авторитет Викторина способствовал тому, что в рукописной традиции его имя победило никому не известного Афтония и перешло на другие, менее важные, тексты разных авторов. Так, в антологии Кейля (GLK 6) Викторину приписываются труды по грамматике и метрике «De arte grammatica», «De metrica institutione», «De metris Horatianis», «De metris omnibus», «De ratione metrorum commentarius», «De soloecismo et barbarismo», которые ныне считаются анонимными трактатами IV или V века.
Викторин был очень оригинальным мыслителем с точки зрения христианской догматики. Его концепция Троицы является беспрецедентной в раннехристианской философии, и о её источниках ведутся споры. Детально разработанную теорию на эту тему изложил в работе «Порфирий и Викторин» Пьер Адо.

## Переводы
- Против Ария. Книга 2. / Пер. и предисл. О. Е. Нестеровой. // Памятники средневековой латинской литературы IV—VII вв. М.: Наследие. 1998. С. 36-54.